# SN 2007fi
SN 2007fi – supernowa typu Ia odkryta 5 lipca 2007 roku w galaktyce A154416+3443. W momencie odkrycia miała maksymalną jasność 19,70m.